# Мессьє 4
Мессьє 4 (також відоме як M4 або NGC  6121
) — кулясте скупчення в сузір'ї Скорпіона.
Віддалене на відстань 5600 світлових років, скупчення, мабуть, є найближчим до нашої Сонячної системи серед усіх кулястих скупчень. Це кулясте скупченням стало першим, в якому було виділено окремі зірки. Клас скупчення — IX. Просторовий розмір становить приблизно 75 світлових років у поперечнику.
У цьому скупченні спостерігається принаймні 43 змінних зірки.

## Історія відкриття
Скупчення було відкрито Жаном Філіпом де Шезо 1746 року і каталогізовано Шарлем Мессьє 1764.

## Спостереження

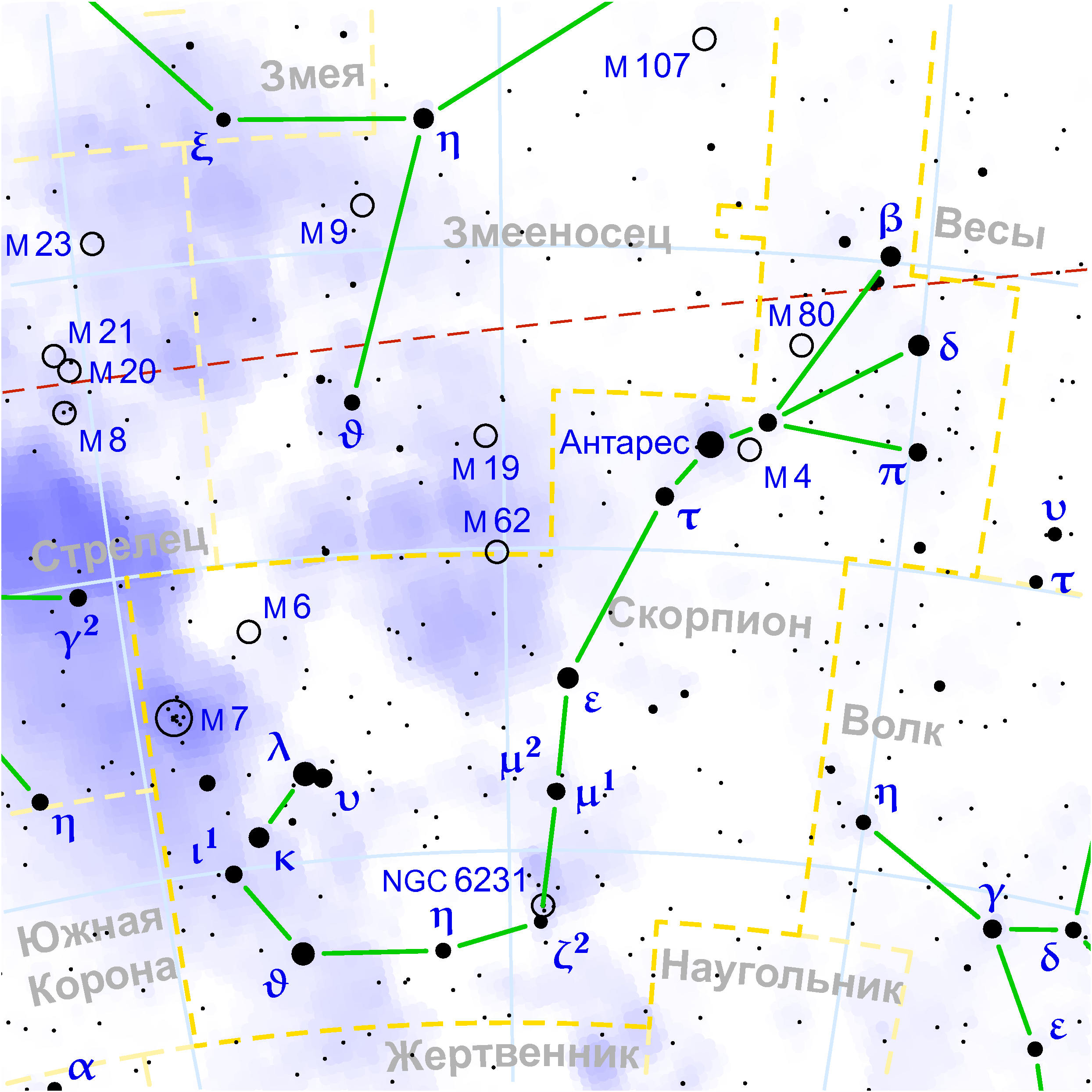
М4 розташоване в сузір'ї Скорпіона

Попри порівняно високу яскравість скупчення, його важко спостерігати в Україні, де сузір'я Скорпіон невисоко підіймається над горизонтом.
Але в південних широтах це досить легкий об'єкт для аматорських спостережень, особливо враховуючи наявність такого яскравого орієнтиру, як Антарес (α Скорпіона) на півтори градуси на схід. Дифузну пляму скупчення видно вже в польовий бінокль.
Невеликий телескоп дозволяє розрізняти в ньому окремі зірки, найяскравіша з яких має видиму зоряну величину 10,8m. У телескоп з апертурою до 100 мм це кулясте скупчення виглядає як туманна пляма, з небагатьма зірками на її фоні.
У 150 мм телескоп стає добре помітною куляста форма скупчення і велика кількість зір. У 200 мм воно розсипається на багато десятків до самого центру. Крім того, стає помітною дещо неправильна форма цього розрідженого скупчення.

## Цікаві характеристики
1987 року в скупченні М4 було відкрито пульсар із періодом 3,0 мілісекунди, що в десять разів швидше, ніж у Пульсара Краба.
На фотознімках, отриманих телескопом «Хаббл» 1995 року, було виявлено кілька білих карликів із віком близько 13 мільярдів років, які належать до найстаріших відомих зір у Чумацькому Шляху.
Один з виявлених білих карликів є подвійною зіркою з пульсаром PSR B1620-26. Ця система має екзопланету із масою в 2,5 рази більшою, ніж маса Юпітера.

### Сусіди по небу з каталогу Мессьє
- М80 — (на північний захід, також у Скорпіоні) — компактне і конденсоване кулясте скупчення — повна протилежність М4;
- М62 і M19 — (на схід і південний схід, у Змієносці), кулясті скупчення;
- M9 — (на північний схід, у Змієносці) — кулясте скупчення.

### Послідовність спостереження в «Марафоні Мессьє»
… M80 → M56 →М4 → M29 → M14 … 

## Навігатори
Координати:  16г 23м 35.41с, −26° 31′ 31.9″